# Torgny Larsson (politiker)
Lars Torgny Larsson, född 3 juni 1938 i Lundby församling i Göteborg, är en svensk socialdemokratisk politiker, som mellan 1984 och 1994 var riksdagsledamot för Göteborgs kommuns valkrets.